# Helius (Helius) bifurcus
Helius (Helius) bifurcus is een tweevleugelige uit de familie steltmuggen (Limoniidae). De soort komt voor in het Afrotropisch gebied.